# Palaemonella
Palaemonella is een geslacht van garnalen uit de familie van de steurgarnalen (Palaemonidae). De wetenschappelijke naam van de soort is voor het eerst geldig gepubliceerd in 1852 door James Dwight Dana. Dana beschreef in die publicatie ook de eerste soorten van het geslacht, Palaemonella tenuipes (de typesoort) en Palaemonella orientalis, die later de nieuwe combinatie Vir orientalis kreeg.

## Soorten
- Palaemonella aliska Marin, 2008
- Palaemonella asymmetrica Holthuis, 1951
- Palaemonella atlantica Holthuis, 1951
- Palaemonella burnsi Holthuis, 1973
- Palaemonella crosnieri Bruce, 1978
- Palaemonella dijonesae Bruce, 2010
- Palaemonella disalvoi Fransen, 1987
- Palaemonella dolichodactylus Bruce, 1991
- Palaemonella foresti Bruce, 2002
- Palaemonella hachijo Okuno, 1999
- Palaemonella holmesi (Nobili, 1907)
- Palaemonella komaii Li & Bruce, 2006
- Palaemonella lata Kemp, 1922
- Palaemonella longidactylus Hayashi, 2009
- Palaemonella maziwi Bruce, 2002
- Palaemonella meteorae Bruce, 2008
- Palaemonella pottsi (Borradaile, 1915)
- Palaemonella pusilla Bruce, 1975
- Palaemonella rotumana (Borradaile, 1898)
- Palaemonella spinulata Yokoya, 1936
- Palaemonella tenuipes Dana, 1852